# Campo di concentramento di Vo' Vecchio
Il campo di concentramento di Vo' Vecchio (Padova) fu uno dei 31 campi di concentramento della Repubblica Sociale Italiana a livello provinciale per adunarvi gli ebrei in attesa di deportazione. Fu operante dal 3 dicembre 1943 al 17 luglio 1944.

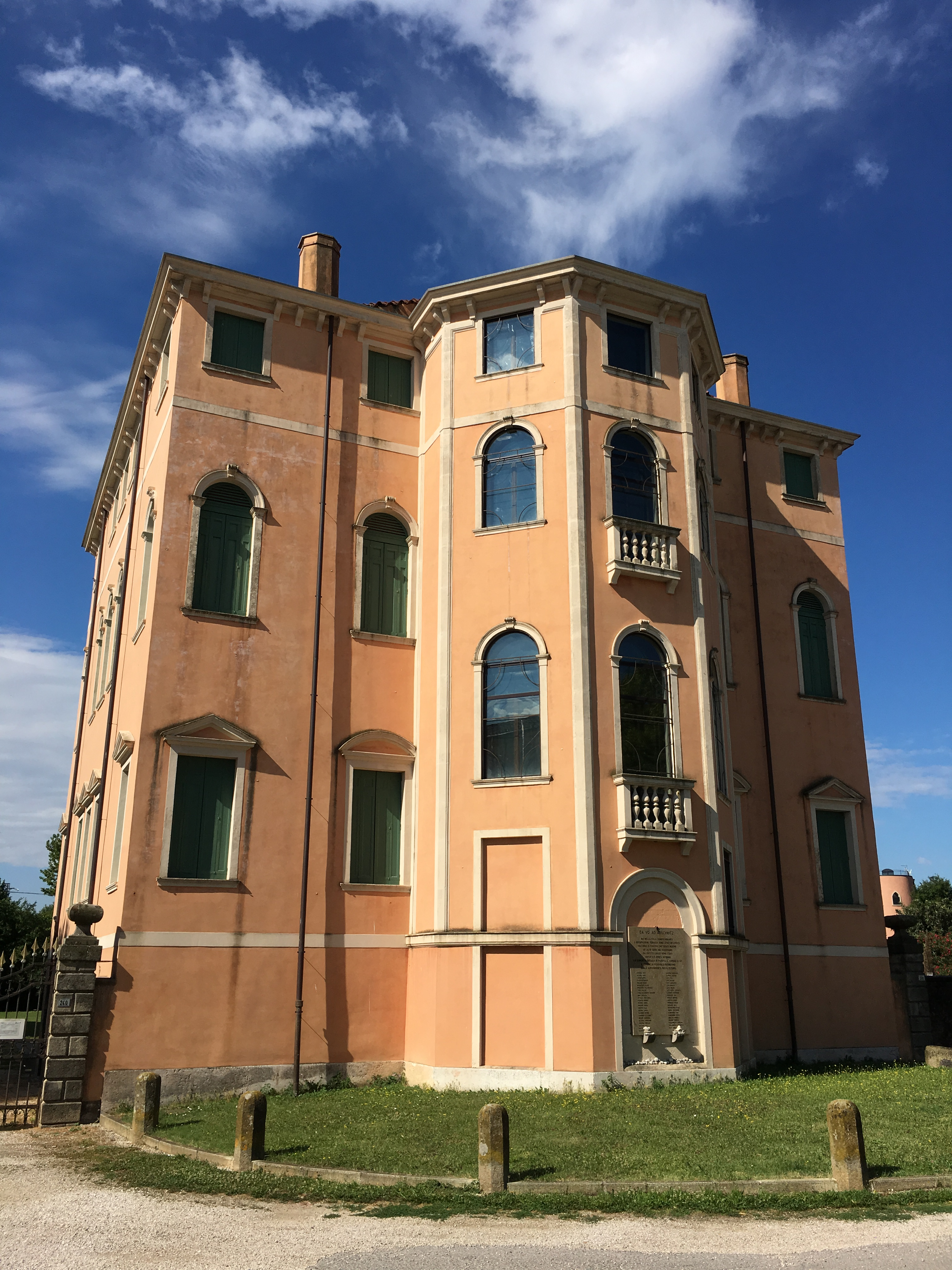
Vista della Villa Contarini Giovanelli Venier a Vo' Vecchio, lato strada

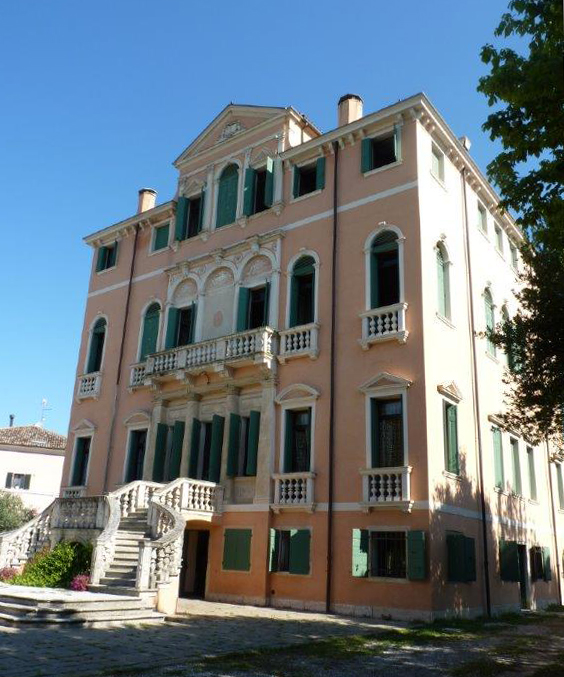
Villa Contarini Giovanelli Venier a Vo’ Vecchio, lato giardino con ingresso principale

## La storia
La seicentesca Villa Contarini-Venier a Vo' Vecchio, che serviva come casa estiva delle suore elisabettine, fu individuata nel dicembre 1943 come luogo di concentramento degli ebrei delle province di Padova e Rovigo. I quattro piani della villa garantivano ampi spazi per l'alloggiamento degli internati, con punte che raggiunsero anche le 60-70 unità. La direzione del campo era affidata a personale di polizia italiano; le suore si occupavano della gestione della cucina.
Il campo fu smantellato il 17 luglio 1944. Quel giorno un'unità tedesca prelevò i 47 ebrei allora presenti nel campo e li condusse dapprima a Padova: gli uomini nel carcere di piazza Castello, le donne nel carcere dei Paolotti in via Belzoni. Il 19 luglio i prigionieri furono deportati alla risiera di San Sabba e di lì avviati il 31 luglio ad Auschwitz dove giunsero il 3 agosto. Solo tre donne sopravvissero allo sterminio: Bruna Namias, Ester Hammer Sabbadini e la figlia Sylvia Sabbadini.
Una dettagliata memoria scritta sulle vicende del campo, dalla sua istituzione al suo smantellamento, fu redatta dall'allora parroco, don Giuseppe Raisa, ed è conservata presso l'archivio parrocchiale di Vo' Vecchio.

## Il campo oggi

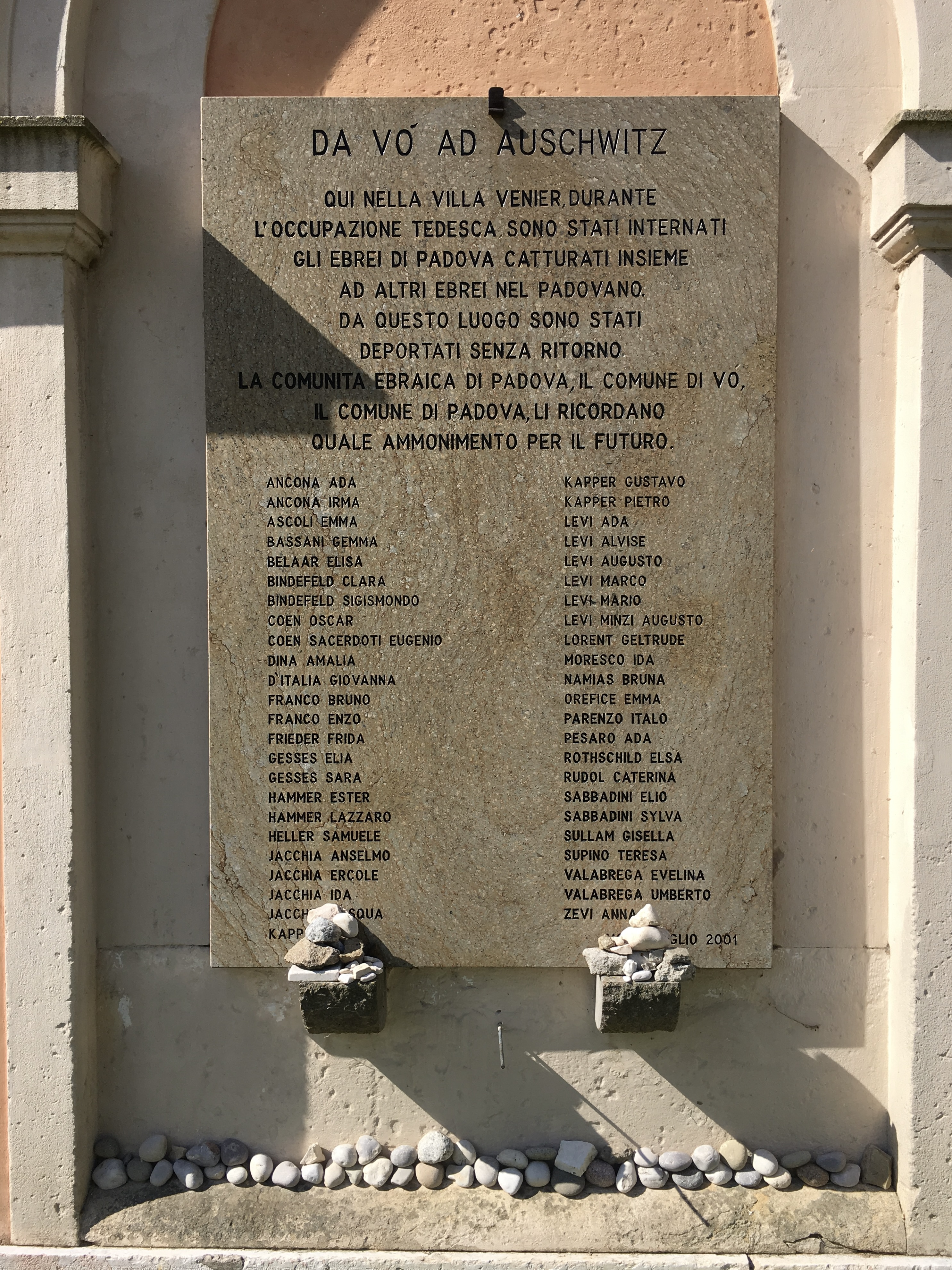
Lapide commemorativa per gli ebrei deportati nel 1944

Agli inizi degli anni '50 la villa è divenuta proprietà del comune di Vo'. Il 17 luglio 2001 una lapide fu collocata nel retro dell'edificio a memoria dei deportati. Nel 2006 il comune ha avviato un progetto di recupero volto a dare all'edificio "un uso pubblico di tipo culturale" che tenga conto del fatto che: 

## Lista degli ebrei deportati (inclusi i tre sopravvissuti)
- ANCONA ADA
- ANCONA IRMA
- ASCOLI EMMA
- BASSANI GEMMA
- BELAAR ELISA
- BINDEFELD CLARA
- BINDEFELD SIGISMONDO
- COEN OSCAR
- COEN SACERDOTI EUGENIO
- DINA AMALIA
- D‘ITALIA GIOVANNA
- FRANCO BRUNO
- FRANCO ENZO
- FRIEDER FRIDA
- GESSES ELIA
- GESSES SARA
- HAMMER ESTER
- HAMMER LAZZARO
- HELLER SAMUELE
- JACCHIA ANSELMO
- JACCHIA ERCOLE
- JACCHIA IDA
- JACCHIA PASQUA
- KAPPER EVA
- KAPPER GUSTAVO
- KAPPER PIETRO
- LEVI ADA
- LEVI ALVISE
- LEVI AUGUSTO
- LEVI MARCO
- LEVI MARIO
- LEVI MINZI AUGUSTO
- LORENT GELTRUDE
- MORESCO IDA
- NAMIAS BRUNA
- OREFICE EMMA
- PARENZO ITALO
- PESARO ADA
- ROTHSCHILD ELSA
- RUDOL CATERINA
- SABBADINI ELIO
- SABBADINI SYLVA
- SULLAM GISELLA
- SUPINO TERESA
- VALABREGA EVELINA
- VALABREGA UMBERTO
- ZEVI ANNA